# Lord Lyle
Lord Lyle war ein erblicher britischer Adelstitel (Lordship of Parliament) in der Peerage of Scotland.
Der Titel wurde vermutlich um 1452 von König Jakob II. an Sir Robert Lyle, Herr von Duchal Castle in Renfrewshire, verliehen. Dieser ist am 5. September 1452 erstmals mit diesem Titel urkundlich belegt, 1454 nahm er erstmals am Parlament teil.
Der Titel erlosch beim Tod von dessen Urenkel, dem 4. Lord, um 1551.

## Liste der Lords Lyle (um 1452)
- Robert Lyle, 1. Lord Lyle († um 1470)
- Robert Lyle, 2. Lord Lyle († um 1492)
- Robert Lyle, 3. Lord Lyle († um 1500)
- John Lyle, 4. Lord Lyle († um 1551)